# Krishna Bose
Krishna Bose, née le 26 décembre 1930 à Dacca et morte le 22 février 2020 à Calcutta, est une femme politique indienne, éducatrice, auteure et travailleuse sociale. Elle a été députée élue dans la circonscription de Jadavpur au Bengale occidental en tant que candidate au Congrès All India Trinamool. 
Elle enseigne au City College de Calcutta pendant 40 ans, et en est restée la directrice pendant huit ans.

## Jeunesse
Krishna Bose nait le 26 décembre 1930 à Dacca de Charu C. Chaudhuri et Chhaya Devi Chaudhurani. Son père, spécialisé dans les études constitutionnelles, a été l'un des secrétaires de l'Assemblée législative du Bengale occidental.. Elle épouse Sisir Kumar Bose, le 9 décembre 1955, et a deux fils, Sumantra Bose, Sugata Bose et une fille Sarmila Bose. Sisir Bose est le fils de Sarat Chandra Bose, le frère aîné de Subhas Chandra Bose. Lui aussi s'est battu contre le Raj britannique et a été emprisonné au fort de Lahore et au fort  de rouge de Delhi pour son rôle dans l'évasion de Subhas Chandra Bose de Calcutta en 1941 pendant le mouvement Quit India durant la Seconde Guerre mondiale,. 
Krishna Bose est titulaire d'un BA (avec distinction) et d'une maîtrise en littérature de langue anglaise de l'Université de Calcutta et du prestigieux diplôme de Sangeet-Visharad du Bhatkhande Music Institute de Lucknow. 

## Carrière
Krishna Bose enseigne pendant 40 ans au City College de Calcutta, où elle dirige le département d'anglais et est directrice du collège pendant huit ans.
Elle est élue pour la première fois en tant que membre du Parlement à la 11e Lok Sabha sur la circonscription de Jadavpur pour la session 1996-1998. Elle est réélue lors des 12e (1998–1999) et 13e (1999–2004) Lok Sabhas. Au cours de son 3e mandat, elle exerce les fonctions de Présidente de la Commission des affaires extérieures et, est membre de la Commission des affaires générales, du Comité mixte sur le projet de loi sur les brevets (deuxième amendement) et du  Comité sur la langue officielle.

## Intérêts et réalisations
Krishna Bose est activement investie dans la sphère publique. Elle est la présidente du Trust of the Institute of Child Health à Calcutta et préside le Conseil du Netaji Research Bureau, l'organe de direction de Vivek Chetana, une organisation à but non lucratif pour les femmes et les enfants défavorisés. Elle est aussi membre du PEN International.
Elle est également chroniqueuse  pour des journaux en anglais et en bengali tels que Desh, Anandabazar Patrika (en), Jugantor, Amrit Bazar Patrika, The Statesman, Telegraph, Illustrated Weekly of India (en). Elle travaille aussi dans les domaines du développement des femmes et des enfants et pour le bien-être des personnes handicapées.
Elle effectue des recherches sur Subhas Chandra Bose, dirigeant nationaliste indien, et écrit deux livres Itihaser Sandhane, en 1972, et Charanarekha Taba, en 1982, qui abordent son rôle en tant que leader du mouvement Azad Hind de 1943 à 1945.

## Mort
Krishna Bose meurt le 22 février 2020  dans un hôpital de la rocade EM à Calcutta a l’âge de 89 ans. Elle souffrait d'affections liées à l'âge et avait subi une deuxième attaque quelques jours auparavant,.